# Стерна (Кожани)
Стерна (грч. Στέρνα) је насељено место у општини Горуша у периферији Западна Македонија, Грчка. Према попису из 2021. године било је 20 становника.
Насеље је 1913. године имало 125 Грка. Стерна се налазе у области Населица, која је некада била насељена словенским становништвом које је касније хеленизовано. Село се раније звало Сломишта.